# Exabit
Un exabit és una unitat d'informació o d'emmagatzematge, abreujada Ebit (o Eb).
1 exabit = 1018 bits = 1,000,000,000,000,000,000 bits
L'exabit és a prop de l'exbibit, que és igual a 260.